# Whatever Lola Wants
Whatever Lola Wants ist ein französisch-kanadisches Filmdrama aus dem Jahr 2007. Für Regie und Drehbuch war Nabil Ayouch zuständig, die Hauptrolle spielte Laura Ramsey. Der Film hatte bei den Internationalen Filmfestspielen von Dubai am 11. Dezember 2007 Premiere.

## Handlung
Lola wurde in Wisconsin geboren. Als sie alt genug war, ging sie nach Manhattan, New York City, wo sie von einer Karriere als Tänzerin träumt. Ihr enger Freund Yussef ermutigt sie in ihrem Vorhaben, aber sie hat nur gelegentliche Engagements.
Um genug Geld zu verdienen, arbeitet Lola als Postbotin. Bei einem kleinen Auftritt sieht sie den schönen Zack, der aus einer ägyptischen Familie stammt und in den USA studiert. Dieser verliebt sich sofort in sie, und auch Lola findet ihn attraktiv. Nachdem er zurück in seine Heimat geflogen ist, kauft sich Lola ein Ticket und folgt ihm nach Kairo.
Doch schnell muss Lola erfahren, dass Zack dort eine Frau heiraten soll, die seine Familie für ihn ausgesucht hat. Mittlerweile ist Lola aber von der Stadt und den Menschen fasziniert, und sie bleibt in Ägypten. Von da an arbeitet sie nur noch härter an ihrem Traum, als orientalische Tänzerin erfolgreich zu sein. Sie lernt Ismahan kennen, eine erfolgreiche Bauchtänzerin, die sich wegen eines Skandals um einen mysteriösen Geliebten aus der Öffentlichkeit zurückgezogen hat. Zunächst weigert Ismahan, ihr zu helfen, und ist skeptisch, aber Lola kann sie überzeugen, und die beiden verbindet bald eine innige Freundschaft.
Schon kurze Zeit später ist Lola eine geachtete Tänzerin. Dadurch wird der Theaterintendant Nasser Radi auf sie aufmerksam. Er engagiert sie, und wenig später tanzt sie im berühmten Nile-Tower. Während ihrer neuen Arbeit erfährt Lola, dass Nasser Ismahans Geliebter war. Die sozialen Konventionen, aber auch der Stolz der beiden hinderten sie an ihrem Glück.
Lola beschließt, den beiden zu helfen, während ihre Karriere immer weiter voranschreitet. Sie schafft es, beide wieder zu vereinen, bevor sie nach New York zurückkehrt, wo sie den Amerikanern ihre Art zu tanzen näherbringen möchte.

## Veröffentlichungen
Whatever Lola Wants hatte in den Vereinigten Arabischen Emiraten am 11. Dezember 2007 bei den Internationalen Filmfestspielen von Dubai Premiere. Im April 2007 lief der Film in Frankreich an, in Norwegen im Dezember desselben Jahres. Erst im folgenden Jahr lief Whatever Lola Wants in Südkorea und im April 2009 in Taiwan.
DVD-Veröffentlichungen gab es in Frankreich, Schweden, Finnland, Ungarn und den Niederlanden.